# Миллет
Милле́т (тур. millet, от араб. ملة‎ —  милла‎) — богословский (изначально) и юридический термин, распространённый в мусульманских странах — религиозная конфессия, обладающая автономными административными учреждениями (в сфере судебного производства, образования, здравоохранения и т. д.), расположенными в специально отведённых для этого местах (кварталах) городов. В XV—XX веках понятие «миллет» получило широкое распространение в Османской империи для разделения населяющих её народов по религиозному признаку.

## История
В Коране понятие «миллет» (милла) применяется в отношении приверженцев таких религий, как язычество, иудаизм и христианство и ханифизм. Словом «миллет» пророк Мухаммад обозначал сообщества людей, объединённых по религиозному признаку (ср. умма). Двойственность значения этого термина (с точки зрения религии и гражданского сообщества) прослеживается в стихах средневековых поэтов и в мусульманской богословской литературе. У Мансура аль-Халладжа этот термин употреблялся в значении «направление», «толк».
В XV—XVII веках, после падения Византии и превращения Константинополя в столицу новой османской державы, в её составе оказались многочисленные народы. Османская империя постепенно стала многонациональным государством, в котором проживали народы разных языков и вероисповеданий. Недовольство зиммиев (немусульман) своим положением обусловило появление миллета как социально-политического института. В Османской империи, помимо мусульманской общины, официальное признание и ограниченную автономию получили греко-православная, Армянская Апостольская церковь, Армянская Католическая Церковь (с 1829 года) и иудейская религиозная общины — миллеты. Общины обеспечивали удовлетворение религиозно-политических запросов своих членов, поддержание внутреннего порядка, оказание взаимопомощи и сбор налогов.
В Новое время это слово приобрело также не вполне соответствующее первоначальному смыслу значение «народ», «нация» — например, в наименовании Милли Маджлис («Национальное собрание»). В политической философии кемализма турецким аналогом европейского национализма является milliyetçilik (миллетчилик), где критерием нации (миллет) являются язык, регион проживания, гражданство, происхождение и менталитет, тогда как религия и раса во внимание не принимались. Народ в смысле трудящихся или малообеспеченных граждан в турецком языке назывался «халк» (halk).

## Основные миллеты Турции
Именно на основе религий и сложились миллеты:
- мусульмане,
- Рум-миллет, millet-i Rûm (буквально «ромейский, римский»[5]): православные (Константинопольский патриархат, Сирийский патриархат и Александрийский патриархат),
- армяне (до 1829 года имели один миллет, а  начиная с 1829 года — два),
- католики,
- иудеи.

Каждый миллет подчинялся главному духовному пастырю:
- мусульмане — халифу,
- православные — Константинопольскому Патриарху,
- армяне — Армянской Апостольской Церкви — Католикосу (Католикосу всех Армян),
- армяне — Армянской Католической Церкви – Армянскому Архиепископу в Константинополе (с 1829 года), Константинопольская архиепархия (до начала XX века на территории сегодняшней Турции действовали 14 епархий Армянской католической церкви).
- иудеи — главному раввину (так наз. «хахам-баши»).

Главным халифом — наместником Бога на земле — с XVI века был сам турецкий султан. Главы других общин подчинялись турецкому султану и несли перед ним личную ответственность за деятельность своей общины и её покорность доминирующему исламскому государству, чем подчёркивалось главенство ислама. Назначение формального главы общины давало турецким султанам повод юридически обойти один из главных принципов мусульманского права, согласно которому мусульманский халиф не может быть главным руководителем иноверцев (райя/зимми). Конечно, основным фактором при назначении на пост главного пастыря миллета были личные связи с султаном и близкими ему визирями, а также демонстрация лояльности доминирующему классу военных мусульман.

## Институциональная дискриминация миллетов
Османские законы предписывали членам каждого миллета определённые права и обязанности. Естественно, османское государство стремилось всячески подчеркнуть примат ислама и мусульман на его территории. Наибольшими правами пользовались мусульмане. Члены других общин имели в основном обязанности: определённый цвет тюрбанов; линия оседлости, то есть проживание в определённом квартале (по типу гетто); запрет на верховую езду; налог деньгами или детьми. Переход «неверных» в ислам всячески поощрялся, мусульмане же наказывались за переход в другие религии смертной казнью. При этом государственный бюджет немусульманских миллетов из года в год урезался, всячески подчёркивался их временный, остаточный, маргинальный характер, декларировался «переходный период» на пути к полному торжеству исламских законов шариата.

## Православный миллет в Османской империи
Православный миллет в Османской империи имел давнюю историю, уходящую корнями во времена поздней античности.
В Восточной Римской империи (Византия) первым по чести иерархом православных был признан Вселенский (Константинопольский) Патриарх, хотя в пределах империи существовали также иные патриархаты, формально полностью канонически независимые (автокефальные).
После падения Константинополя в мае 1453 года Константинопольский патриарх стал подданным мусульманского султана. Таким образом, через вассального ему патриарха султан получил теоретическую возможность влиять на все православные государства мира. Этот факт имел огромное значение, поскольку религиозные лидеры (патриарх, халиф или папа Римский), согласно принципам того времени, имели право лишать власти светских правителей — царей, королей, эмиров и т. д. Соответственно, султан, оказав давление на Патриарха, теоретически мог поставить под сомнение законность любого православного правителя.

## Противоречия внутри системы миллетов
Тот факт, что именно религия, а не язык и/или национальность учитывались турками при создании миллета, привёл к значительным перегибам в политике османского национального строительства. На протяжении истории Османской империи, равно как и прежде в многонациональной Византии, все наивысшие церковные посты в иерархии православной церкви обеих империй занимали именно этнические греки (при османах — фанариоты), хотя православными помимо прочего были балканские славяне (сербы, болгары, болоховцы и др.), а также тюркоязычные гагаузы, некоторые албанцы и особенно многочисленные валахи (румыны). (См. Население Византии.) Этот факт имел отрицательное значение для развития языка и культуры славянских и романских народов в Османской империи. Практически все церковные приходы по всему полуострову передавались турками в руки греков-фанариотов, насаждались греческая культура и язык (богослужение, школа, литература), сжигались и уничтожались старинные книги, вытеснялся церковнославянский язык. Немногочисленные славяне, сотрудничающие с фанариотско-османским режимом, презрительно именовались грекоманами. При этом сами греки подвергались постепенному отуречиванию, забывая подчас родной язык. В православных судах власть также находилась в греческих руках (каждый миллет предлагал суду своих религиозных лидеров, чтобы судить людей своей веры по предписанным ею же законам). В такой ситуации славяне оказывались зачастую полностью бесправными, в то время как греки, конечно, при условии, что они признавали абсолютное главенство мусульман в империи, имели максимальное количество прав, в том числе свободно торговали, занимались судебной, образовательно-религиозной, литературной и иной невоенной деятельностью по всей Османской империи. Греки-фанариоты фактически контролировали местную административную власть в придунайских княжествах — Молдавии и Валахии. Подобная ситуация заставила многих историков говорить не о турецком, а скорее о греко-турецком владычестве над славянскими народами Балкан. В конце концов, такая ситуация создала огромный конфликтный потенциал на Балканах и привела к усилению борьбы за национальное самосознание среди славянских и романских народов Балкан.

## Роль миллетов в национальном освобождении Греции
Греки-фанариоты в Константинополе, контролировавшие крупнейший в империи «римский» миллет, были в определённом смысле заинтересованы в дальнейшем сотрудничестве с османским режимом в целях материальной выгоды, вынашивая эволюционировавшие версии «великоэллинской идеи». С точки зрения Порты, они были de facto заложниками, отвечавшими своими головами за мир в своём миллете.
В 1821 году в Морее вспыхнуло греческое восстание, активно поддержанное сулиотами, гидриотами и кланами южного полуострова Мани — маниотами, не связанными с финансовой олигархией проосмански настроенных фанариотов Константинополя. При поддержке Российской империи (с воцарением Николая I) и европейских держав, греческое восстание переросло в революцию и привело к обретению независимости части Греции (хотя в ней проживало лишь 800 тысяч греков из 2,5 миллионов по всей Османской империи). С точки зрения правовой системы Османской империи это означало, что Константинопольский патриарх не приложил должных усилий для умиротворения греков империи и должен был взять на себя всю полноту ответственности за свои промахи, понеся высшее наказание — смертную кару: патриарх Григорий V и его окружение были казнены ещё в самом начале этого революционного движения.